# Saavik
Saavik is een personage uit het Star Trekuniversum, uit de speelfilms Star Trek II: The Wrath of Khan, Star Trek III: The Search for Spock en Star Trek IV: The Voyage Home. Ze werd gespeeld door Kirstie Alley in The Wrath of Khan en door Robin Curtis in de andere films.

## Vulcan
Saavik is een Vulcan. Ze studeerde aan de Starfleetacademie en viel op door haar goede resultaten. Ze werd de beschermelinge van Spock. Ze begon haar carrière als Starfleet-officier aan boord van de USS Enterprise NCC-1701, waar ze als navigator met de rang luitenant op de commandobrug werkte.
Later was ze wetenschappelijk officier op de USS Grissom NCC-638. Samen met dr. David Marcus onderzocht ze de nieuwgevormde Genesis-planeet. (zie: Star Trek II: The Wrath of Khan) Hier ontdekten ze het herboren lichaam van Spock. Ze hielp het jonge Vulcan-lichaam door de moeilijke Ponn farr-periode. Ze werd gegijzeld door de Klingon Kruge en nadat deze verslagen was ging ze met Spock naar Vulcan, waar Spock's Katra met zijn lichaam werd herenigd. (zie: Star Trek III: The Search for Spock) Daarna bleef ze bij Spock's familie op Vulcan.

## Trivia
- Saavik is het enige Star Trekpersonage dat in drie films verscheen zonder in een van de series mee te spelen.